# Vitor Roque
Vitor Hugo Roque Ferreira (Timóteo, 2005. február 28. –), közismert nevén: Vitor Roque, brazil válogatott labdarúgó, csatár. A Série A-ban szereplő Palmeiras játékosa.

## Pályafutása

### Klubcsapatokban

#### Cruzeiro
2019 márciusában az América Mineiro csapatától szerződött át korosztályos labdarúgóként a Cruzeiro együtteséhez, ahol 2021-ben aláírta első profi szerződését. Október 13-án játszotta első profi mérkőzését, miután pályára lépett a Série B - 2021-es szezon - 30. fordulójában a Botafogo elleni gólnélküli bajnokin.
2022. február 20-án szerezte első találatát a klub színeiben, az állami bajnokságban a Villa Nova elleni 2–2-re végződő mérkőzésen. Három nappal később, idegenbeli környezetben két gólt szerzett a brazil kupasorozatban a Sergipe ellen 5–0-ás kiütéses mérkőzésen.

#### Athletico Paranaense
2022. április 13-án ötéves szerződést írt alá, miután a klub aktiválta a 24 millió R$-os felszabadítási záradékát; ez volt a klub történetének legnagyobb átigazolása.
Négy nap múlva csereként debütált az Atlético Mineiro ellen 1–0-ra elvesztett Série A mérkőzésen.
Május 29-én szerezte első gólját a Furacão színeiben, a Cuiabá vendégeként 1–0-ás győztes bajnokin. Augusztus 7-én az Atlético Mineiro vendégeként 3–2-re megnyert találkozón duplázott. A szezont 13 góllal zárta, hatot a Cruzeiro és hetet az Athletico színeiben szerzett.
2023. december 2-án az Athletico bejelentette, hogy a Santos elleni hazai meccsük lesz Roque utolsó szereplése a klubban.

#### FC Barcelona
2023. július 12-én 40 millió euróért vásárolta ki a katalán klub a brazil Athletico Paranaense együtteséből, akivel hatéves szerződést kötöttek, és a kivásárlási ára: 500 millió euró. Félévvel később, a 2024-es téli átigazoláskor csatlakozott az együtteshez.
2024. január 4-én, a La Liga - 2023–2024-es idényének 19. fordulójában játszotta első mérkőzését, idegenbeli környezetben a Las Palmas elleni 2–1-es győztes bajnokin.
A második félidő 78. percében csereként lépett pályára Ferrán Torres-t váltva.
Három nappal később a spanyol kupasorozatban is bemutatkozott az UD Barbastro vendégeként 3–2-re megnyert kupameccsen. A második félidő 64. percében Raphinha-t váltotta. Január 31-én az Osasuna elleni 1–0-ás bajnokin szerette első találatát a csapat színeiben, a 63. percben João Cancelo beadását fejelte a kapuba.
Február 3-án az Alavés vendégeként 3–1-es győztes bajnokin megszerezte 2. gólját a csapatban. Az 59. percben csereként İlkay Gündoğan-t váltotta, majd négy perccel később beállította a végeredményt, miután Hector Fort passzából a kapu bal oldalába gurította a labdát. A 67. percben megkapta első sárga lapját, öt perccel később szabálytalankodott és második sárgával kiállította a játékvezető.
Február 21-én első alkalommal lett nevezve a Bajnokok Ligájában az SSC Napoli elleni 1–1-es találkozón.

#### Betis
2024. augusztus 26-án a Real Betis kölcsönvette őt a szezon végéig a katalán klubtól. A kölcsönszerződés hosszabbítási opciót is tartalmaz.

### A válogatottban
Többszörös Brazil utánpótlás válogatott, tagja volt az U20-as és az U23-as csapatnak. Utóbbival megnyerte a 2023-as U20-as dél-amerikai bajnokságot, és ő lett az egyike a tornának, aki a legtöbb gólt szerezte, honfitársával egyetemben, Andrey Santos személyében.
2023. március 25-én mutatkozott be a felnőtt válogatottban, egy 2–1-re elvesztett barátságos mérkőzésen Marokkó ellen.

## Statisztika
2024. február 24-i állapot szerint
| Klub                 | Szezon           | Bajnokság        | Bajnokság | Bajnokság | Állami bajnokság | Állami bajnokság | Kupa  | Kupa  | Nemzetközi | Nemzetközi | Egyéb | Egyéb | Összes | Összes |
| Klub                 | Szezon           | Liga             | Mérk.     | Gólok     | Mérk.            | Gólok            | Mérk. | Gólok | Mérk.      | Gólok      | Mérk. | Gólok | Mérk.  | Gólok  |
| -------------------- | ---------------- | ---------------- | --------- | --------- | ---------------- | ---------------- | ----- | ----- | ---------- | ---------- | ----- | ----- | ------ | ------ |
| Cruzeiro             | 2021             | Série B          | 5         | 0         | —                | —                | —     | —     | —          | —          | —     | —     | 5      | 0      |
| Cruzeiro             | 2022             | Série B          | 1         | 0         | 8                | 3                | 2     | 3     | —          | —          | —     | —     | 11     | 6      |
| Cruzeiro             | Összesen         | Összesen         | 6         | 0         | 8                | 3                | 2     | 3     | —          | —          | —     | —     | 16     | 6      |
| Athletico Paranaense | 2022             | Série A          | 29        | 5         | —                | —                | —     | —     | 7          | 2          | —     | —     | 36     | 7      |
| Athletico Paranaense | 2023             | Série A          | 25        | 12        | 6                | 4                | 6     | 1     | 8          | 4          | —     | —     | 45     | 21     |
| Athletico Paranaense | Összesen         | Összesen         | 54        | 17        | 6                | 4                | 6     | 1     | 15         | 6          | —     | —     | 81     | 28     |
| Barcelona            | 2023/24          | La Liga          | 7         | 2         | —                | —                | 2     | 0     | 0          | 0          | 0     | 0     | 9      | 2      |
| Barcelona            | Összesen         | Összesen         | 7         | 2         | —                | —                | 2     | 0     | 0          | 0          | 0     | 0     | 9      | 2      |
| KARRIER ÖSSZESEN     | KARRIER ÖSSZESEN | KARRIER ÖSSZESEN | 67        | 19        | 14               | 7                | 10    | 4     | 15         | 6          | 0     | 0     | 106    | 36     |

Jegyzetek
1. ↑  Magában foglalja a(z) Campeonato Mineiro-t és a(z) Campeonato Paranaense-t
2. ↑  Magában foglalja a(z) Copa do Brasil-t és a(z) Copa del Rey-t
3. 1 2  Mérkőzése(i) a(z) Copa Libertadores-ben
4. ↑  Mérkőzése(i) a(z) Supercopa de España-ban

### A válogatottban
2024. január 12-i állapot szerint
| Brazília | Brazília | Brazília |
| Év       | Mérk.    | Gólok    |
| -------- | -------- | -------- |
| 2023     | 1        | 0        |
| Összesen | 1        | 0        |

## Sikerei, díjai
- Dél-amerikai U20-as bajnokság: 2023[20]
- A Dél-amerikai U20-as labdarúgó-bajnokság gólkirálya: 2023

## További információ(k)
- Vitor Roque adatlapja a(z) FC Barcelona weboldalán (angolul)
- Vitor Roque adatlapja a(z) La Liga weboldalán (angolul)
- Vitor Roque adatlapja a Transfermarkt oldalon (angolul)
- Vitor Roque adatlapja a Soccerway oldalon (angolul)